# Piani individuali di risparmio
I piani individuali di risparmio (in acronimo PIR) sono una forma d'investimento disponibile in Italia e destinata ai privati. La sottoscrizione di un piano individuale di risparmio dà diritto a numerose agevolazioni fiscali.

## Storia
I piani individuali di risparmio furono introdotti con la legge di stabilità 2017 per aumentare gli investimenti nelle aziende nazionali, mediante il contributo delle persone fisiche italiane. Con l’art. 136 del Decreto-Legge 19 maggio 2020, n. 34 (“Decreto rilancio”) sono stati introdotti i PIR alternativi, volti a canalizzare il risparmio verso investimenti illiquidi in imprese medio piccole italiane attraverso strumenti quali il private equity e il private debt. I PIR alternativi sono stati oggetto di una consultazione dell'Agenzia delle Entrate. È considerato ideatore dei PIR Fabrizio Pagani, ex Capo Segreteria tecnica del Ministro Padoan.

## Caratteristiche
I PIR prevedono una destinazione di somme o valori per un importo massimo, per ciascun anno, di 40000 €, al netto dei costi, per persona fisica con un limite d'investimento massimo di 200000 €. Per usufruire delle agevolazioni fiscali previste dalla legge istitutiva dei PIR, è obbligatoria la detenzione di ciascun investimento annuale per almeno 5 anni. L'agevolazione decade se gli importi vengono ritirati prima del vincolo temporale quinquennale o se non vengono rispettate le quote d'investimento previste dalla legge. Al verificarsi di tale evento sorge l'obbligo di corrispondere le imposte non pagate, con i relativi interessi.
I PIR possono assumere diverse forme giuridiche, pertanto essere fondi comuni d'investimento, SICAV, gestioni individuali di portafogli di investimento, polizze assicurative a contenuto finanziario, depositi amministrati. Possono essere ETF o no. Il risparmio raccolto può essere investito in diversi tipi di strumenti finanziari: azioni, obbligazioni, quote di fondi, contratti derivati. Gli investimenti sottostanno ad alcuni vincoli tra i quali il principale è l'obbligo di riservare una quota del 70% in obbligazioni e azioni di società quotate e non, emesse comunque da imprese residenti in Italia, negli Stati membri dell'UE e dell'Spazio economico europeo ma con attività stabile in Italia. Altresì almeno il 30% del citato 70%, deve essere investito in strumenti finanziari non inclusi nell’indice FTSE MIB. Ad ulteriore tutela dei risparmiatori è posto un limite massimo di concentrazione del 10% per ogni singolo emittente di strumenti finanziari.

## A chi sono rivolti e come funzionano i PIR
- I PIR sono rivolti esclusivamente alle persone fisiche residenti in Italia e sono individuali e non ripetibili; questo significa che un singolo PIR non può essere sottoscritto da un'azienda, non può essere cointestato e ogni singolo individuo può sottoscriverne solo uno. La persona fisica deve agire fuori dall’esercizio di un’impresa commerciale. Tali requisiti soggettivi sono condizioni preliminari il cui rispetto deve essere appurato dall'Intermediario istitutore del PIR stesso.
- I PIR non hanno una durata massima.
- I PIR offrono un vantaggio fiscale sugli utili con esenzione totale delle imposte su capital gain e rendimenti.
- I PIR sono esenti dall'imposta di successione.
- L'investimento minimo è di 500 €.[senza fonte]

## Costi dei PIR
Quando vengono sottoscritti con l'intermediazione di una SGR, i PIR possono avere costi elevati. I costi principali sono:
- Commissioni d'ingresso: spese relative alla sottoscrizione del piano. Possono arrivare fino al 4% del capitale investito.
- Costi di gestione annuali: solitamente tra l'1% e il 2% del capitale investito.[11]

Questi costi talvolta assorbono buona parte dei benefici fiscali offerti dalla normativa sui PIR.